# Robert Monckton

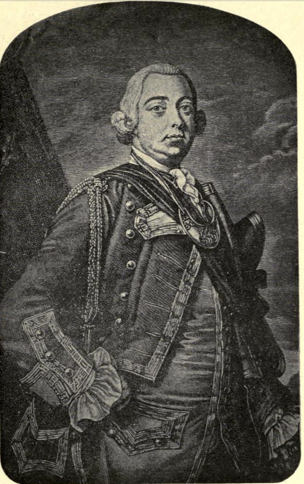
Robert Monckton

Hon. Robert Monckton (* 24. Juni 1726 in Yorkshire, England; † 21. Mai 1782 in London, England) war ein britischer General und Kolonialverwalter. Unter anderem war er in den Jahren 1762 und 1763 Kolonialgouverneur der Provinz New York.

## Leben
Robert Monckton war der zweite Sohn des britischen Aristokraten John Monckton, 1. Viscount Galway (1695–1751). Er besuchte ab 1737 die Westminster School und trat 1741 als Ensign des 3rd Regiment of Foot Guards in die British Army ein. Er nahm am Österreichischen Erbfolgekrieg teil. Zwischenzeitlich war er in Flandern stationiert. 1744 wurde er Captain des 34th Regiment of Foot. Im Jahr 1745 wurde er auch bei der Niederschlagung eines Stuart-Aufstandes unter Charles Edward Stuart eingesetzt. 1747 wurde er zum Major und 1751 zum Lieutenant-Colonel des 47th Regiment of Foot befördert. Parallel zu seiner Militärkarriere war er erstmals von 1751 bis 1754 als Abgeordneter für das Borough Pontefract in Yorkshire Mitglied des britischen Unterhauses. Er gab seinen Sitz aber auf um seine militärische Laufbahn weiter voranzutreiben. Er wurde 1755 nach Novia Scotia versetzt, wo er Kommandeur von Fort Lawrence wurde, das an der Grenze zum französischen Akadien lag. Im Jahr 1753 wurde er in den kolonialen Regierungsrat in Halifax berufen.
1757 wurde er zum Colonel befördert und war von 1757 bis 1759 Kommandeur des 60th (Royal American) Regiment. Von 1759 bis zu seinem Tod war er Colonel des 17th Regiment of Foot. Während des Siebenjährigen Kriegs nahm er in Amerika an mehreren Schlachten teil. Die meisten fanden im Nordosten in der Gegend um Novia Scotia statt. 1761 wurde er zum Major-General befördert. Er war aber im Jahr 1762 an der erfolgreichen Expedition gegen Martinique beteiligt. Noch im selben Jahr wurde er zum neuen Kolonialgouverneur der Provinz New York ernannt. Dieses Amt bekleidete er offiziell bis 1765. De facto verließ er die Kolonie bereits im Jahr 1763 in Richtung England. Das Amt des Kolonialgouverneurs von New York wurde zwischenzeitlich von Cadwallader Colden ausgeübt, der dieses Amt auch schon vor Moncktons Amtsantritt innehatte. Zwischen 1765 und 1778 war Monckton Gouverneur von Berwick-upon-Tweed. 1770 erfolgte seine Beförderung zum Lieutenant-General. Er strebte erfolglos seine Ernennung zum britischen Befehlshaber für Indien an. Stattdessen wurde ihm die Stelle des Kommandeurs der britischen Einheiten in Nordamerika angeboten, was er aber ablehnte.
Im Jahr 1778 wurde Robert Mockton zum Gouverneur von Portsmouth ernannt. Dieses Amt bekleidete er bis zu seinem Tod im Jahr 1782. Von März bis September 1774 und von August 1778 bis zu seinem Tod gehörte er erneut als Abgeordneter für Pontefract dem Unterhaus des britischen Parlaments an. 1779 organisierte er die Verteidigung von Portsmouth gegen einen geplanten Flottenangriff durch die Spanier bzw. die Franzosen. Dieser Plan der gegnerischen Militärs wurde aber nicht verwirklicht.
Er blieb bis zu seinem Tod, 1782, unverheiratet, hinterließ aber drei uneheliche Söhne und eine Tochter.